# Ceratoplatus fullerae
Ceratoplatus fullerae är en tvåvingeart som beskrevs av Schmitz 1939. Ceratoplatus fullerae ingår i släktet Ceratoplatus och familjen puckelflugor. Inga underarter finns listade i Catalogue of Life.